# Сабана Сека (Порторико)
Сабана Сека (шп. Sabana Seca) град је у америчкој острвској територији Порторико, острвској држави Кариба.

## Демографија
По попису из 2010. године број становника је 9.705, што је 3.458 (55,4%) становника више него 2000. године.
| Група             | 2000.         | 2010.         |
| Белци             | 162 (2,6%)    | 42 (0,4%)     |
| Афроамериканци    | 981 (15,7%)   | 2.412 (24,9%) |
| Азијати           | 12 (0,2%)     | 13 (0,1%)     |
| Хиспаноамериканци | 6.055 (96,9%) | 9.650 (99,4%) |
| Укупно            | 6.247         | 9.705         |